# Данієль арап Мої
Данієль арап Мої (2 вересня 1924 — 4 лютого 2020) — кенійський політичний діяч, президент Кенії з 1978 до 2002 рр. Лідер Кенійського африканського національного союзу, став міністром внутрішніх справ у 1964, віце-президентом у 1967, після Джомо Кеніятта став президентом. Йому допомагали західні країни, але він зазнавав жорсткої критики за порушення прав людини в країні. З 1988 його правління стало здобувати риси явного авторитаризму, і в 1991 під тиском широкої критики він змушений був запровадити багатопартійну систему. У 1992 він був обраний президентом на перших вільних виборах, незважаючи на обвинувачення в підробці.

## Життєпис
Народився в селі Куріенг'во в околицях міста Сачо (округ Барінго, провінція Ріфт-Валлі), через ранню смерть батька виховувався матір'ю. Закінчив середню школу і педагогічний коледж, у 1946—1955 рр. працював учителем, у 1955—1957 рр. директором школи.
З 1955 року в політиці: був обраний членом Законодавчої ради провінції Ріфт-Валлі. У 1960 році був одним із засновників Африканського Демократичного союзу африканців Кенії (КАДУ). КАДУ наполягав на федеральній конституції федеративної держави, в той час як Національна спілка африканців Кенії (КАНА) на чолі з Джомо Кеніата була за централізовану державу. Перевага залишилася за більш численним КАНА і колоніальна влада була змушена видалити з конституції Кенії всі положення федерального характеру.
У 1957 році був переобраний членом Законодавчої ради Ріфт-Валлі. Був міністром освіти Кенії в 1960—1961 рр. і міністром місцевого самоврядування в 1962—1964 рр. З 1963 року депутат парламенту.
Після здобуття незалежності 12 грудень 1963 року глава країни Джомо Кеніата наполіг на саморозпуску КАДУ і входження його членів у КАНА. Деніел арап Мої був призначений спочатку міністром внутрішніх справ (1964), а потім, в 1967 році, віце-президентом країни.
Після смерті Кеніати 22 серпня 1978 року автоматично став президентом. Був популярний в країні через свою відкритість і контактність. Проводив активну антикомуністичну політику.
Будучи представником етносу календжін, зміг контролювати КАНА, де панувало етнічна більшість кікуйю. На пост віце-президента він призначив Мваї Кібакі — представника кікуйю-Ньєрі, а на пост генерального прокурора — Чарльза Нджонджо — кікуйю-кьямбу. Обидві посади володіли подібною впливовістю, а Кібакі і Нджонджо належали до різних племінних груп кікуйю і були в поганих стосунках. Таким чином Мої зміг зберегти контроль над урядом.
1 серпня 1982 року Мої пережив спробу державного перевороту, організовану колишнім віце-президентом Огінгой Одінгой, його сином (прем'єр-міністром з 2008) Раїлою Одінгой і молодшими офіцерами ВПС на чолі з Хезекіей Очукой. Скористався можливістю, щоб звільнити з посад політичних супротивників і зміцнив свою владу. Різко зменшив вплив прихильників Джомо Кеніати, почавши тривалі судові розслідування, які оголосили про їхню участь в підготовці змови. Головні змовники були засуджені до смертної кари, прихильники Мої отримали ключові пости в державі. Була змінена конституція і де-юре встановлено однопартійну державу при жорсткому придушенні будь-якої опозиції (численні факти тортур ув'язнених були пізніше підтверджені).
Брав активну участь у вирішенні конфліктів на Африканському континенті. У 1981—1983 роках він був головою Організації Африканської Єдності і в цій якості був парламентером між марокканським урядом і представниками західносахарського ПОЛІСАРІО. Починаючи з 1994 року Мої організовував переговори президента Судану з представником повстанців Гарангом. У 1998 році кенійські дипломати намагалися запобігти війні між Ефіопією і Еритреєю. У грудні 1999 року Мої був посередником на переговорах між суданським президентом Баширом і президентом Уганди Мусевені.
На початку 1990-х років, після обвалення соціалістичної системи режим Мої перестав розглядатися як основний союзник західного блоку проти соціалістично налаштованих урядів Ефіопії і Танзанії, дотування економіки країни різко скоротилося, що викликало кризу і стагнацію.
З кінця 1991 року розпочав процес помірної демократизації, дозволивши створення інших партій. Використовуючи етнічну роз'єднаність і роздробленість опозиції в країні, зумів в гострій боротьбі перемогти на виборах 1992 (вибори в 1 тур, отримав всього 37 % голосів) і 1997 років (40,6 %).
При його правлінні в Кенії великий розмах набула Корупція в Кенії, в якій були замішані сини Мої і його близьке оточення, значно зріс державний борг. Після приходу до влади нового президента Мваї Кібакі в 2002 році аудиторської компанії Кролл, що спеціалізується на подібного роду розслідуваннях, доручили вивчити спадщину колишнього уряду. Звіт був представлений замовнику в квітні 2004 року, однак його зміст так і не було оприлюднено.
На виборах 2002 року Мої намагався передати владу синові Джомо Кеніати Ухуру Кеніата, однак той програв.
У серпні 2017 року у Мої була виявлена деменція. У жовтні 2019 року він був госпіталізований в критичному стані в лікарні Найробі через ускладнення плеврального випоту. Він був виписаний в листопаді 2019 року, але через кілька днів був знову госпіталізований для операції на коліні.
Він помер в лікарні Найробі 4 лютого 2020 року у віці 95 років.